# مبانی فیزیک (کتاب)
مبانی فیزیک (به انگلیسی: Fundamentals of Physics) مشهور به فیزیک هالیدی، نام کتابی است با موضوع فیزیک نوشتهٔ دیوید هالیدی، رابرت رزنیک و جرل واکر. ویراست دوازدهم مبانی فیزیک در سال 2021 منتشر شده است.
این کتاب نخستین بار در سال ۱۹۶۰ با نام فیزیک (به انگلیسی: Physics) نوشته هالیدی و رزنیک انتشار یافته‌بود.
در دو ویراست متاخر  کتاب از یک پژوهشگر ایرانی به نام محمدرضا خوش بین خوش نظر ( به انگلیسی M.R.Khoshbin-e-Khoshnazar) به عنوان یکی از مرورگران( reviewer)  کتاب یاد شده است.
جامعه فیزیک آمریکا این کتاب را در گردهمایی صد سالگی خود برترین اثر آموزشی فیزیک قرن بیستم نام نهاد.

## ترجمهٔ فارسی
این کتاب با ترجمهٔ مهدی گلشنی و ناصر مقبلی در سال ۱۳۶۳ منتشر و در مراسم کتاب سال جمهوری اسلامی ایران به‌عنوان کتاب برگزیده معرفی شد.
کتاب مبانی فیزیک در بیشتر دانشگاه‌های ایران به عنوان کتاب مرجع به کار می‌رود. فیزیک هالیدی در ۲۲مین نمایشگاه بین‌المللی کتاب تهران (۱۳۸۸) پرفروش‌ترین کتاب مرکز نشر دانشگاهی بود.